# Ensemble !
Ensemble! (dansk: Sammen!) (fuldt navn: Ensemble, mouvement pour une alternative de gauche, écologiste et solidaire, dansk: Sammen, bevægelsen for et økologisk og solidarisk venstre alternativ) er et stærkt venstreorienteret og økosocialistisk politisk parti i Frankrig. 
Partiet blev dannet den 23.– 24. november 2013. Flere af partiets medlemmer har en fortid i fx Forbundet for et socialt og økologisk alternativ eller i Det nye antikapitalistiske parti.

## Repræsenteret i Nationalforsamlingen
Ved valget til den franske nationalforsamling i juni 2017 fik Ensemble! valgt repræsentanter i Seine-Saint-Denis ved Paris i Île-de-France og i Meurthe-et-Moselle ved Nancy i Lothringen. I Nationalforsamlingen samarbejder partiet med La France insoumise.

## Repræsenteret i regionsråd
Ved valgene til regionsrådene i december 2015 blev partiet repræsenteret i Normandiet og i Occitanien.